# Rutheni(III) iodide
Rutheni(III) iodide là một hợp chất vô cơ của rutheni và nhóm iodide với công thức hóa học RuI3.

## Điều chế
Rutheni(III) iodide có thể thu được bằng cách cho rutheni(III) chloride hydrat phản ứng với kali iodide.
{\displaystyle \mathrm {RuCl_{3}\cdot xH_{2}O+3\ KI\longrightarrow RuI_{3}+3\ KCl+xH_{2}O} }
Nó cũng có thể được điều chế bằng phản ứng của rutheni(VIII) oxit với axit iothydric.

## Tính chất
Rutheni(III) iodide là chất rắn màu đen. Nó không hòa tan đáng kể trong nước và dung môi hữu cơ. Trong không khí, nó bị oxy hóa vào khoảng 200 ℃, ở nhiệt độ trên 300 ℃ nó bị phân hủy mạnh. Nó có cấu trúc tinh thể trực thoi với nhóm không gian Pmmn (№. 59) và các hằng số mạng tinh thể a = 647 pm, b = 1120,5 pm và c = 585,5 pm.

## Hợp chất khác
RuI3 còn tạo một số hợp chất với NH3, như RuI3·5NH3 (cấu tạo [Ru(NH3)5I]I2) là chất rắn màu cam hay RuI3·6NH3 là chất rắn màu tím nâu.